# Buje
Buje so gručasto naselje v dolini reke Reke. Ležijo na Studenski rebri, med grapama potokov Rimače in Žermejnice. Nad njimi teče železniška proga Pivka-Divača. Dostopne pa so po cesti iz doline Reke, kjer je prav tako nekaj hiš. Na robu vaškega jedra stoji cerkev sv. Florijana.

## Zgodovina vasi
Vas je bila prvič omenjena v srednjeveškem urbarju za Senožeče leta 1460. Drugič pa so bile omenjene leta 1498 v urbarju za Postojno. Buje so se v tistem času uradno imenovale Vuyach oz. Wuiach.
Na Bujah stoji cerkev posvečena svetemu Florijanu, ki je zavetnik gasilcev. Spada pod košansko faro. Kropilni kamen nosi letnico 1670, vendar najdemo na portalu vklesano tudi letnico 1705, ki so jo zapisali ob renovaciji oltarja in vhodnih vrat.